# 마더 (비디오 게임 시리즈)
마더 시리즈(MOTHER)는 일본 카피라이터 이토이 시게사토가 제작한 닌텐도의 롤플레잉 비디오 게임 시리즈이다. 1989년 《마더》, 1994년 《마더 2: 기그의 역습》, 그리고 2006년 《마더 3》 총 3개의 작품으로 구성된 마더 시리즈는 현대문화의 패러디와 비현실적인 분위기으로부터 나오는 독특한 유머감각을 자랑한다. 포켓몬스터 시리즈와 언더테일에도 많은 영향을 준 것으로 알려져 있다.

## 역사

### 마더
〈마더〉는 본디 카피라이터 이토이 시게사토가 드래곤 퀘스트를 보고 영감을 받아 구상한 작품으로, 그가 닌텐도의 의뢰를 받은 것을 계기로 제작을 의뢰한 것으로 출발했다. 이토이와 접촉한 당시 닌텐도 대표 디자이너 미야모토 시게루는 〈마더〉를 마음에 들어했으나, 현대를 배경으로 한 RPG가 성공할 지 불확실하다는 이유를 들어 제작을 주저했다. 이토이는 게임 제작에 전념하겠다는 본인의 의지를 보이기위해, 카피라이터 일을 줄이고 지바현 이치카와시에 에이프 사(APE Inc.)를 설립해 개발을 시작했다. 이토이가 각본을 쓰고 닌텐도의 협력을 받아 개발된 〈마더〉는 1989년 7월 27일 일본서 패미컴으로 출시돼 세상의 빛을 보게 됐다. 당시로선 신선한 분위기와 유머를 선보이는 〈마더〉는 일본 언론의 극찬을 받았다. 북미 지역에도 〈어스 바운드〉라는 이름으로 발매될 예정이었으나 취소됐고, 오랜 시간이 지난 2015년 Wii U 버추얼 콘솔로 〈어드바운드 비기닝즈〉라는 이름으로 재발매됐다.